# 노 베어스
"노 베어스"(페르시아어: خرس نیست)는 2022년 제작된 이란의 드라마 영화이다. 자파르 파나히가 감독과 각본을 맡았다. 제79회(2022년) 베네치아 영화제 심사위원특별상 수상작이자 황금사자상 경쟁후보작이다.